# سبارتاك سوبتيتسا
سبارتاك سوبتيتسا (بالإنجليزية: FK Spartak Subotica)‏، معروف أيضا باسم سبارتاك زلاتيبور فودا، هو فريق كرة قدم من مدينة سوبتيتسا في صربيا، أُسس بتاريخ 1945، يلعب في الدوري الصربي لكرة القدم، في Subotica City Stadium ‏.

## وصلات خارجية
- صفحة بيانات سبارتاك سوبتيتسا على موقع كووورة، تاريخ الوصول: 23 سبتمبر 2018.
- الموقع الرسمي للنادي